# Поликарп (Тихонравов)
Епископ Поликарп (в миру Павел Алексеевич Тихонравов; 1858, Нижегородская губерния — 1931, Горький) — епископ Русской православной церкви, епископ Ветлужский, викарий Нижегородский епархии.

## Биография
Родился 1 июля 1858 года в селе Милино, Балахнинского уезда, Нижегородской губернии.
В 1880 году окончил Нижегородскую духовную семинарию по первому разряду и в 1884 году — Санкт-Петербургскую духовную академию со степенью кандидата богословия.
С 1884 года служил в Нижнем Новгороде, год — учителем Лысковского духовного училища.
22 июля 1885 принял сан дьякона, а 1 августа — сан священника. Тридцать лет являлся настоятелем Александро-Невской церкви при земской богадельне, законоучителем епархиального женского училища (с 1886 по 1895) и с 1890 по 1895 во 2-м городском Георгиевском училище.
9 мая 1908 года возведен в сан протоиерея.
8/21 марта 1920 года в Спасской церкви Нижнего Новгорода был хиротонисан во епископа Лукояновского, викария Нижегородской епархии.
В 1922 году за выступления в защиту прав верующих активные пастыри и миряне города Лукоянова во главе с епископом Лукояновским Поликарпом были арестованы по обвинению в антисоветской агитации, противодействии изъятию церковных ценностей и религиозном фанатизме.
В 1923 году поддержал уклонившившегося в обновленчество архиепископа Евдокима (Мещерского), но 25 августа (7 сентября) 1923 года Патриарх Тихон принял его в общение с Церковью.
С ноября 1923 года — епископ Ардатовский, викарий Нижегородской епархии.
30 июля 1928 года назначен епископом Ветлужским, викарием Нижегородской епархии. Прибыл в Ветлугу 9 сентября и служил первый раз всенощную на 11 сентября — Усекновение главы Иоанна Предтечи.
Епископ Поликарп пробыл на Ветлужской кафедре недолго. В феврале 1929 году было удовлетворено его прошение уволить на покой с жительством в городе Ардатове Нижегородской области.
5 февраля 1931 года был арестован, приговорён к пяти месяцами тюремного заключения
Скончался 7 июля 1931 года в заключении в больнице нижегородской фабрично-заводской колонии. Как следует из письма митрополита Сергия (Страгородского), отпевание состоялось 8 июля: «поздно вечером его отпел причт и похоронили на Новом кладбище. Дети выразили просьбу совершить все возможно скромнее». Похоронен на Новом кладбище Нижнего Новогорода.